# Andrzej Dziedzic (inżynier)
Andrzej Dziedzic (ur. 1957) – polski inżynier elektronik. Absolwent Politechniki Wrocławskiej. Od 2010 r. profesor na Wydziale Elektroniki Mikrosystemów i Fotoniki Politechniki Wrocławskiej i dziekan Wydziału Elektroniki Mikrosystemów i Fotoniki (2007–2012 i od 2012 r.).